# Томасевич Степан
Степа́н Томасе́вич  (нар. 1859, Микулинці — пом. 1932 ?) — український галицький маляр та карикатурист. 

## Життєпис
Навчався малярства у церковного маляра Ілька Копровського в Збаражі, згодом у Краківській школі красних мистецтв.
Жанрові твори
- «Ой, не ходи, Грицю …»,
- «Гагілки»,
- «Сільська наука»,
- «Квашення капусти»

Історичні твори
- «Візія князя»,
- «Напад татар на церкву»

У 1890-их pp. Томасевич разом з Корнилом Устияновичем розписував церкву в с. Бутинах біля Жовкви, та були притягнені до судової відповідальності за розпис «Пекло». Крім того, малював декорації для театру товариства «Руська Бесіда»; був карикатуристом журналу «Страхопуд».
1905 року Стефан Томасевича намалював запрестольну ікону «Богородиця з дитям на хмарах в оточенні ангелів» для Церкви Успіння Пресвятої Богородиці у селі Речичани.